# Juan Luis Buñuel
Juan Luis Buñuel (París, 9 de novembre de 1934 - París, 6 de desembre de 2017) fou un director de cinema i guionista francès. Fou fill del director Luis Buñuel i estigué casat amb Joyce Buñuel, amb qui tingué un fill, Diego Buñuel.

## Biografia
Iniciat en el cinema de la mà del seu pare, Luis Buñuel, com a ajudant de direcció d'alguns dels films d'aquest com La joven o Viridiana (1961), i d'alguns d'altres de Louis Malle, aviat va afrontar la direcció, aconseguint el seu primer treball important amb el curtmetratge Calanda (1966), un impressionant documental sobre la Setmana Santa a Calanda, el poble natal del seu pare, que s'ha de comptar entre el millor de la seva producció.
El començament dels anys 1970 suposa el seu gran moment com a director, amb la realització de tres llargmetratges. Cita amb la mort alegre, el primer, és el més ben apreciat per crítica i públic, aconseguint en el Festival de Cinema de Sitges la medalla d'or al millor director; però ni La mujer con botas rojas ni Leonor , obres desiguals i oblidades en les quals la influència del pare és notòria, aconsegueixen prolongar la seva anomenada com a director, cosa que el portarà a refugiar-se a continuació en la televisió, com bé posen de manifest els seus treballs posteriors, circumscrits a aquest àmbit.

## Filmografia[2]

### Director
- 1966: Calanda
- 1973: Una cita amb la mort alegre (Au rendez-vous de la mort joyeuse)
- 1974: La Donne aux bottes rouges
- 1975: Leonor
- 1979: Fantômas: L'Étreinte du diable (TV)
- 1979: Fantômas: el Mort qui Tue (TV)
- 1981: Histoires extraordinaires: el joueur d'échecs de Maelzel (TV)
- 1981: Les Brus (TV)
- 1981: El jugador de ajedrez
- 1983: L'Homme de la nuit (fulletó TV)
- 1984: Aveugle, que veux-tu ? (TV)
- 1986: La Rebelión de los colgados
- 1986: Le libertin de qualité a la Sèrie rose (TV)
- 1986: You'll Never See Me Again (TV)
- 1986: Tropique du crabe (TV)
- 1990: Guanajuato, una leyenda
- 1992: Fantômes en héritage (fulletó TV)
- 1996: Barrage a l'Orénoque (TV)

### Guionista
- 1973: Una cita amb la mort alegre
- 1974: La Donne aux bottes rouges
- 1975: Leonor
- 1981: Histoires extraordinaires: el joueur d'échecs de Maelzel (TV)
- 1990: Guanajuato, una leyenda
- 1997: Les Paradoxes de Buñuel

### Ajudant de director
- 1960: La Joven de Luis Buñuel
- 1960: Little Giants de Hugo Butler
- 1960: Le Cœur battant de Jacques Doniol-Valcroze
- 1961: Viridiana de Luis Buñuel
- 1963: Le Journal d'une donne de chambre de Luis Buñuel
- 1964: Gibraltar de Pierre Gaspard-Huit
- 1965: Viva María! de Louis Malle
- 1967: Le Voleur, de Louis Malle
- 1968: La Bataille de San Sebastian d'Henri Verneuil
- 1977: Cet obscur objet du désir de Luis Buñuel
- 1979: Le Grand Embouteillage de Luigi Comencini

### Actor
Buñuel també actor, i ha aparegur al film Henry et June (1990), com un editor. També va sortir al film del seu pare Un chien andalou.